# Haploperla chilnualna
Haploperla chilnualna är en bäcksländeart som först beskrevs av William Edwin Ricker 1952.  Haploperla chilnualna ingår i släktet Haploperla och familjen blekbäcksländor. Inga underarter finns listade i Catalogue of Life.